# Rhithrogena kimminsi
Rhithrogena kimminsi is een haft uit de familie Heptageniidae. De wetenschappelijke naam van de soort is voor het eerst geldig gepubliceerd in 1970 door Thomas.
De soort komt voor in het Palearctisch gebied.